# Прекрасна американка (фільм, 1961)
«Прекрасна американка» (фр. La belle Américaine) — французький фільм режисера Робера Дері 1961 року.

## Сюжет
Подружжя робітників придбало за смішну ціну дуже дорогу американську автівку. Що ж за продавець і з яких причин погодився на таку дивну угоду? У нових власників машина призводить до цілої серії нещасть.

## Ролі виконують
- Альфред Адам — Альфред
- Колет Броссе  — Полет Періньон
- Філіп Леотар — Гуш
- П'єр Дак  — полковник
- Луї де Фюнес — брати Віральо: начальник кадрів і комісар поліції
- Жан Лефевр  — Шуньяс, головний бухгалтер
- Мішель Серро — Шово, волоцюга
- П'єр Чернія — спікер
- Жан Карме — злодій